# Ремерова скала
Ремер (дан. Rømer) је застарела температурна скала названа по данском астроному Олеу Кристенсену Ремеру, који ју је предложио 1701. године.
На овој скали, нула је првобитно одговарала тачки мржњења саламуре. Тачка кључања воде дефинисана је као 60 степени. Ремер је онда увидео да је тачка мржњења воде приближно осмина те вредности (7.5 степени), па је искористио ту вреднсот као другу фиксну тачку. Стога је јединица ове скале, степен Ремера, 40/21 келвина (или степена Целзијуса). Симбол за овај степен је °R, али пошто се та ознака понекад користи за Ранкинову скалу, препоручује се употреба другог симбола, °Rø.
Могућа прича о томе како је осмишљена Фаренхајтова скала је та да је Данијел Габријел Фаренхајт знао за Ремерова дела и да га је посетио 1708. године; поправио је скалу, тако што је повећао број подела четири пута и касније успоставио оно што је сада познато као Фаренхајтова скала, 1724. године.